# محمد رضا خان البستكي
محمد رضا خان بن محمد تقي العباسي الهاشمي (1880-1904) ولقبه "سُطْوَةُ المَمالِك"، كان حاكم بستك وجهانكيرية.

## نسبه
محمد رضا خان بن محمد تقي خان بن مصطفى خان بن أحمد خان بن محمد رفيع خان بن هادي خان بن محمد خان الكبير بن عبد القادر البستكي بن حسن البستكي بن محمد الصغير بن محمد الكبیر بن ناصر الدین بن محمد بن جابر بن إسماعيل بن عبد الغني بن إسماعيل بن عبد الرحيم بن الشیخ عبد السلام خنجي بن عباس بن إسماعيل بن حمزة بن أحمد بن محمد بن هارون بن مهدي بن مرشد بن محمود بن أحمد بن علي بن مبارك بن عبد السلام بن سعید بن عبد الغني بن طلحة بن أحمد بن إسماعيل بن سلیمان بن الأمير جعفر الأكبر بن الخليفة أبي جعفر المنصور بن الإمام محمد بن الإمام علي الساجد بن حبر الأمة عبد الله بن العباس بن عبدالمطلب الهاشمي القرشي.
و أمه هي بنت يوسف خان بن أحمد الكبير.

## حياته
عاش محمد رضا خان في الفترة الزمنية بين عامي 1880-1943 ميلادي، درس الكثير من العلوم في مدرسة الشيخ عبد اللطيف ومشائخ آخرين من بني العباس في منطقة بستك، ودرس العلوم باللغة العربية والفارسية والتي كانت مستحسنة في ذلك العصر.وبعدها انتقل إلي بمبي و رجع بعد أربعة أشهر إلى بستك.

## السفر إلى بومباي
في عام 1906، ذهب محمد رضا إلى مومباي بهدف العلاج عبر بندر لنجة.

## فترة حكمه
لكي يصبح قادراً ومستحقاً للحكم، حكم لار في فترة أبيه بين عامي 1917 و 1918 ميلادي، وأيضاً بين عامي 1921 و 1922 ميلادي حكم بندر لنجه بموجب قرار من وزارة الداخلية . بعد وفاة والده أصبح محمد أعظم حاكم بستك وسمي باسم سطوت الممالك، في عام 1915قام هو وحبيب الله قوام الملك الشيرازي الذي كان في طريقه سفينة إنجليزية من بوشهر بضم الجيوش. وتوقف في بستك لقمع ياغي عازم اللاري وبذلك أصبح حاكم كهورستان وروئيدر.